# Hyloscirtus condor
Hyloscirtus condor é uma espécie de anfíbio anuro da família Hylidae. Está presente no Equador. A UICN classificou-a como quase ameaçada.